# Ruine Hohengerhausen
Die Ruine Hohengerhausen, auch Rusenschloss genannt, ist die Ruine einer Höhenburg auf einer Höhe über dem Stadtteil Gerhausen der Stadt Blaubeuren im Alb-Donau-Kreis in Baden-Württemberg.

## Geschichte
Die Burg wurde um 1080 von Graf Hartmann II. von Dillingen erbaut, im 12. und 13. Jahrhundert ausgebaut, nach 1282 erneuert und ab 1768 abgebrochen. Als weitere Besitzer werden die Grafen von Helfenstein sowie Österreich und Württemberg genannt. Von 1974 bis 1977 wurde die Ruine instand gesetzt. Eine erneute Sanierung erfolgte von 2017 bis 2021. Die ehemalige Burganlage zeigt noch gut erhaltene Reste eines Torturms an der Nordseite, Turmreste und Reste eines Donjons.

## Höhle
Unter der Anlage öffnet sich im Fels die Große Grotte. Der Höhleneingang misst 17 auf 15 Meter und erreicht eine Tiefe von 28 Meter. Man fand darin Zeugnisse von der Zeit der Neandertaler ab. 